# تیم ملی بسکتبال مردان کلمبیا
تیم ملی بسکتبال کلمبیا نماینده کلمبیا در مسابقات بین‌المللی است.